# University of Arkansas System
Das University of Arkansas System ist ein Verbund staatlicher Universitäten im US-Bundesstaat Arkansas. An den verschiedenen Standorten sind insgesamt etwa 60.000 Studenten eingeschrieben (2016).

## Universitäten
- University of Arkansas, Fayetteville (UAF)  Hauptcampus
- University of Arkansas – Fort Smith  (UA Fort Smith)
- University of Arkansas at Little Rock (UALR)
- University of Arkansas at Monticello (UAM)
- University of Arkansas at Pine Bluff (UAPB)

## Graduierten Schule
- University of Arkansas Clinton School of Public Service (UACS) (Little Rock)

## Community Colleges
- Cossatot Community College of the University of Arkansas
- University of Arkansas Community College at Batesville
- University of Arkansas Community College at Hope
- University of Arkansas Community College at Morrilton
- Phillips Community College of the University of Arkansas

## Schulen
- Arkansas School for Mathematics, Sciences, and the Arts